# スナッグゴルフ
スナッグゴルフ (SNAG GOLF) は、テリー・アントンとウォーリー・アームストロングの2人の米国プロゴルファーによって2001年に開発されたスポーツ。スナッグ(SNAG) は、"Starting New At Golf" （“ゴルフを始めるために”の意）の頭文字を採った造語。ゴルフと比較して、子供や初心者でもボールを容易に打つことができ、場所を選ばず安全にプレーできる簡易版ゴルフともいえるスポーツである。

## 欧米における普及
欧米では、ゴルフの普及のために導入されている事例が多い。
米国では、ファーストティーのスクールプログラムとして2009年3月末の時点で、約6000の小学校に体育授業として導入されている。
スコットランドでは、スコットランドスポーツ庁とスコットランドゴルフ協会の共同プロジェクトとして、2009年末までにスコットランド内すべての小学校に導入することを決定している。

## 日本における普及
日本では2002年米国からスナッグゴルフを導入した大垣正二郎と田頭英治の二人によってスナッグゴルフ日本事務局が設立され、普及活動が進められている。日本における普及は、欧米とは異なり生涯スポーツ、ニュースポーツとして発展している傾向が見られる。これは、競技の特性として年齢、性別、体力による差が現れにくくさまざまな年齢層がプレイできることや、一定の広ささえ確保できれば学校、競技場、河川敷など身近な場所で競技できるなどの特徴がニュースポーツに適していることが理由の一つであると考えられる。2006年末の時点では、約300の教育機関によって体育授業や課外活動プログラムとして導入されているほか、約200の教育委員会や自治体によって地域の健康・交流・福祉プログラムとして導入されている。2007年10月に日本スナッグゴルフ協会設立準備室が設置され、2008年4月に日本スナッグゴルフ協会が発足した。

## 三世代交流スポーツ
欧米での普及と異なり、日本では子供だけを対象としたスポーツプログラムとしてだけではなく、親父の会、親父の居場所作り、老人コミュニティ等での導入が進んでいる。また、健常者だけのプログラムとしてではなく、障害者およびリハビリプログラムとして、すでに障害者交流センター、大学でのリハビリプログラムに導入されている。

## 用具
安全性と簡易性を満たすために開発された以下の用具を使用する。
- クラブ - ランチャー(ショット)、ローラー(パター)にそれぞれ1本ずつ、計2本を用いる。いずれもプラスティック製である。
- ボール - テニスボールよりもやや小さいサイズの柔らかいボールを用いる。重量はゴルフボールと同等程度。
- ランチパッド - ボールを打つ際に下敷きとして用いるゴム製のマット。
- ターゲット - ボールをくっつけるターゲット。

## ターゲットのバリエーション

### スナッグゴルフ協会公認
- スナッグフラッグ-ゴルフのカップにあたるアイテム。黄色い土台に水を入れて準備する。土台にはマジックテープ加工が施されており、ボールがくっつくことでスナッグアウト（ホールアウト）になる。
- スナッグターゲット-表面がマジックテープ加工されている、練習用の的。点数が書かれているので得点を競ったり、ゲーム感覚での練習が可能。吊り下げ用の金具があるので、ネットや壁面に設置が可能。
- スナッグボード-パッティングやアプローチの練習に最適な置き型の的。マジックテープ加工が施されており、ボールがくっつく。また両サイドから打つことができる。得点がデザインされており、ゲーム感覚で練習が可能。

### その他
- ストラックアウト

## ルール
競技者は、ランチャー（ショット用のクラブ）1本、ローラー（グリーン上で使用するクラブ）1本、ランチパッド1枚、
ボール1個を持ち、ティーインググランドからスナッグフラッグに何打でくっつけられるかを競う。基本的には、ゴルフのルールとほぼ同じであるが、ゴルフのような複雑なルールはない。これは、子供から高齢者までが競技できるように考案
されたものと思われる。